# Истомин, Денис Дмитриевич
Денис Дмитриевич Истомин (род. 12 января 1987, Челябинск, СССР) — российский хоккеист.

## Биография
Родился в Челябинске в 1987 году. Выступал за дубли «Трактора» и магнитогорского «Металлурга». Сыграл 5 матчей на Мировом кубке вызова 2004 года за сборную России. В сезоне 2004/05 выступал в российской хоккейной лиге за «Трактор». Был выбран на драфте 2005 года командой «Чикаго Блэкхокс».
В сезоне 2005/06 играл за чеховский «Витязь» и нижегородское «Торпедо». В сезоне 2006/07 выступал за «Витязь» и магнитогорский «Металлург». В сезоне 2007/08 играл во второй лиге за ступинский «Капитан», после чего завершил карьеру игрока. После окончания карьеры работает в автомобильном бизнесе.